# Tetrathiafulvalen
Tetrathiafulvalen (zkráceně TTF) je organická sloučenina se vzorcem (H2C2S2C)2. Výzkum této heterocyklické sloučeniny vedl k rozvoji molekulární elektroniky. TTF je odvozen od uhlovodíku fulvalenu, (C5H4)2, náhradou čtyř CH skupin atomy síry. Bylo vydáno více než 10 000 vědeckých prací zabývajících se TTF a jeho deriváty.

## Příprava
Zájem o TTF a jeho deriváty nastartoval rozvoj řady postupů jejich přípravy. Většina metod se soustředí na spojování cyklických jednotek C3S2, jakými jsou například 1,3-dithiol-2-thiony nebo 1,3-dithiol-2-ony. Příprava samotného TTF začíná u cyklického trithiokarbonátu H2C2S2C=S (1,3-dithiol-2-thion), který se S-methyluje a následně redukuje za vzniku H2C2S2CH(SCH3), jenž vstupuje do následujících reakcí:
H2C2S2CH(SCH)3 + HBF4 → [H2C2S2CH+]BF -
4  + HSCH3
2 [H2C2S2CH+]BF -
4  + 2 (C2H5)3N → (H2C2S2C)2 + 2 (C2H5)3NHBF4

## Redoxní vlastnosti
Již samotný TTF má zajímavé elektrické vlastnosti; látkami s odlišnými vlastnostmi jsou však soli jeho oxidovaných derivátů, jako jsou soli iontu TTF+.
Vysokou elektrickou vodivost solí TTF způsobují tyto jeho vlastnosti: (i) rovinný tvar molekuly, umožňující π-π stabilizaci oxidovaných derivátů, (ii) vysoká symetrie molekuly, podporující delokalizaci elektrického náboje a tedy i omezení odpudivých coulombických sil, a (iii) schopnost TTF se oxidovat za nízkých potenciálů za tvorby stabilního radikálového kationtu. Elektrochemickými měřeními bylo zjištěno, že u TTF mohou proběhnout dvě zvratné oxidace:
TTF → TTF+ + e− (E = 0,34 V)
TTF+ → TTF +
2  + e− (E = 0,78 V, oproti Ag/AgCl v roztoku MeCN)
Každý dithiolylidenový kruh v TTF obsahuje 7 π elektronů: 2 na každém atomu síry a po 1 na sp2 uhlících. Oxidací se tak každý tento kruh mění na aromatický 6π-elektronový.

## Historie

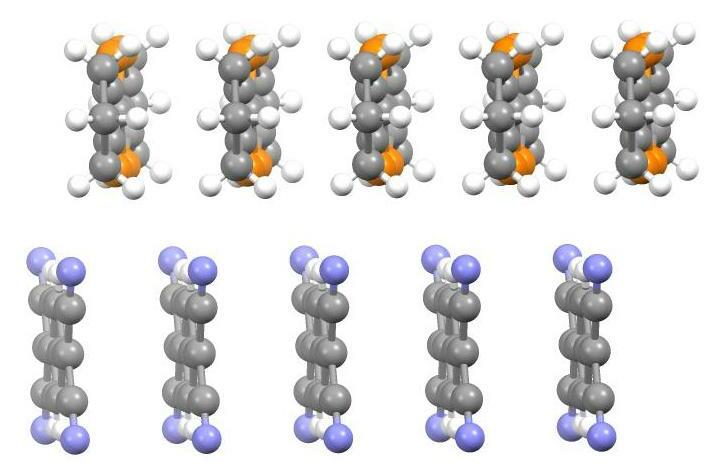
Část krystalové struktury soli hexamethylenTTF/TCNQ

V roce 1972 bylo zjištěno, že sůl [TTF+]Cl− má vlastnosti polovodiče.
Následně se zjistilo, že sůl [TTF]TCNQ je také polovodivá.
Při studiích [TTF][TCNQ] pomocí rentgenové krystalografie se objevily shluky částečně oxidovaných molekul TTF vedle aniontových shluků molekul TCNQ. Tato struktura byla neočekávaná a právě ona způsobuje rozdílné elektrické vlastnosti, jako je vysoká a anizotropní elektrická vodivost. Od těchto objevů bylo připraveno mnoho dalších analogů TTF; k nejlépe prozkoumaným patří tetramethyltetrathiafulvalen (Me4TTF), tetramethylselenafulvaleny (TMTSF) a bis(ethylendithio)tetrathiafulvalen (BEDT-TTF, CAS [66946-48-3]). Některé soli tetramethyltetrathiafulvalenu (nazývané Fabreovy soli) je možné použít jako organické supravodiče.